# Cine Brasil TV
Cine Brasil TV é uma emissora de televisão brasileira dedicada à produção audiovisual independente nacional, disponível para mais de 6.000.000 de assinantes em todo o Brasil.

## História
O canal mostra o o Brasil aos brasileiros através de uma programação que divulga a diversidade cultural produzida em todas as regiões do país. Filmes de longa e média metragem, curtas, documentários, minisséries, cinema de animação, entrevistas, coberturas de festivais e notícias da sétima arte presentes no seu dia a dia e levados até você por quem faz cinema. 
De 13 de janeiro de 2013 à 31 de dezembro de 2018 emissora fez parte do line-up da SKY. Em agosto de 2018, o canal lançou uma plataforma de VOD batizada de CineBrasiJá.
No dia 12 de junho de 2021, o canal estreou o documentário Um domingo de 53 horas, que aborda sobre processo de impeachment contra a ex-presidente Dilma Rousseff. 

## Programação Atual

### Séries
- 13 Canções
- Almanaque Brasil
- Animações Ambientais
- Anônimos Famosos
- Antena da Raça
- Aprender a Sonhar
- As Protagonistas [3]
- Brasil Joiado
- Brasil Travessias
- Brichos

### Filmes
- Um Domingo De 53 Horas
- Pelas Ruas Do Rio
- A Última Gravação
- O Nome Do Pai
- Sol da Bahia
- Mata Grossa
- A Flecha e a Farda
- Um Filme de Verão
- Tekoayhu - Amizade
- Salve a Malandragem
- A Nossa Bandeira Jamais Será Vermelha
- A Maravilha do Século
- Vila Haiti

## Títulos já exibidos

### Séries
- O Complexo  [4]
- Sementes da Educação [5]
- Suburbanda
- Meu Anjo
- Fanáticas [6]

### Filmes
- O Nome do Pai [7]
- Depois da Chuva
- Fabiana